# Ложнєво
Ложнєво (рос. Ложнево) — присілок в Псковському районі Псковської області Російської Федерації.
Населення становить 87 осіб. Входить до складу муніципального утворення Ядровська волость.

## Історія
Від 2015 року входить до складу муніципального утворення Ядровська волость.

## Населення
| 2001 | 2002 | 2010 | 2016 |
| ---- | ---- | ---- | ---- |
| 61   | ↘51  | ↘24  | ↗87  |